# The Spotlight Kid
The Spotlight Kid è il sesto album di Captain Beefheart & the Magic Band e venne pubblicato nel 1972. Spesso ricordato come il più commerciale dei dischi di Beefheart, il prodotto è fondato sul blues, ma introduce alcuni strumenti "esotici" come la marimba.
Pur non arrivando in posizioni relativamente alte come quelle dei due dischi precedenti nelle classifiche del Regno Unito, The Spotlight Kid fu il primo album di Captain Beefheart ad apparire nella Top 200 di Billboard. Raggiunse, infatti, il centotrentunesimo posto, ovvero la posizione più elevata mai raggiunta da un disco di Don Van Vliet negli Stati Uniti.
Attualmente, il disco è disponibile solo in un cofanetto contenente anche il suo successore, Clear Spot. Per comprare i due album separatamente, bisogna necessariamente acquistare le versioni in vinile.

## Tracce
Tutte le canzoni scritte da Captain Beefheart.
Lato A
1. I'm Gonna Booglarize You Baby – 4:33
2. White Jam – 2:55
3. Blabber 'n Smoke – 2:46
4. When It Blows Its Stacks – 3:40
5. Alice in Blunderland – 3:54

Lato B
1. The Spotlight Kid – 3:21
2. Click Clack – 3:30
3. Grows Fins – 3:30
4. There Ain't No Santa Claus on the Evenin' Stage – 3:11
5. Glider – 4:34

## Formazione
- Captain Beefheart - voce, armonica a bocca, jingle bells
- Zoot Horn Rollo (Bill Harkleroad) - chitarra
- Rockette Morton (Mark Boston) - basso, chitarra
- Drumbo (John French) - batteria, percussioni
- Ed Marimba (Art Tripp) - batteria, percussioni, marimba, pianoforte, clavicembalo
- Winged Eel Fingerling (Elliot Ingber) - chitarra
- Rhys Clark - batteria
- Ted Cactus - batteria